# Utah Saints
Juta sejnts (engl. Utah Saints) je dens muzička grupa iz Harogejta, Engleska. Muziku proizvode Jez Vilis i Tim Garbat. Grupa je imala niz veoma uspešnih singlova tokom 90-tih. Oni su par godine pre drugih počeli da sempluju delove ustaljenih pop i rok pesama sa dens bitovima.

## Diskografija

### Albumi
- (1992) #10 UK
- (2000)

### Singlovi
- "What Can You Do For Me" (featuring samples of Eurythmics' "There Must Be an Angel (Playing with My Heart)", Gwen Guthrie's "Ain't Nothin' Goin' On But The Rent" and KISS' Alive II album) (1991) #10 UK
- "Something Good" (featuring a sample of Kate Bush's "Cloudbusting") (1992) #4 UK
- "Believe In Me" (featuring samples of Human League's "Love Action", Crown Heights Affair's "You Gave Me Love" and Sylvester's "Do Ya Wanna Funk?") (1993) #8 UK
- "I Want You" (1993) #25 UK (featuring a sample of Slayer's "War Ensemble") (1993)
- "I Still Think Of You" (1994) #32 UK
- "Ohio" (featuring a sample of Peter Gabriel's "Sledgehammer") (1995) #42 UK
- "Love Song" (2000) #37 UK
- "Funky Music (Sho Nuff Turns Me On)" (featuring Edwin Starr) (2000) #23 UK
- "Power To the Beats" (featuring Chuck D)
- "Lost Vagueness" (featuring Chryssie Hynde)
- "Something Good '08" (2008) #8 UK

## Spoljašnje veze
- Zvanični sajt
- Архивирано на веб-сајту  (18. март 2008)
- Sajt obožavaoca
- grupa
- stranica